# Crypto.com
Crypto.com è una società di scambio di criptovalute con sede a Singapore. Essa offre vari servizi finanziari, tra cui un'app, un exchange e un portafoglio DeFi non custodiale, un mercato NFT e un servizio di pagamento diretto in criptovalute.
La base di utenti di Crypto.com è aumentata da 10 milioni di utenti all'inizio del 2021 a 100 milioni a metà del 2024, mentre la sua forza lavoro ha superato i 4.000 dipendenti. Per quanto riguarda le sponsorizzazioni e le attività di marketing, Crypto.com ha attirato l'attore Matt Damon come ambasciatore del marchio, ha collaborato con la squadra di calcio Paris Saint-Germain F.C., e si è assicurata i diritti di denominazione dello Staples Center, ora noto come Crypto.com Arena, con un accordo ventennale del valore di 700 milioni di dollari.

## Storia
La società è stata inizialmente fondata nel 2016 a Hong Kong da Bobby Bao, Gary Or, Kris Marszalek e Rafael Melo con il nome Monaco. Nel 2018, la società è stata rinominata Crypto.com in seguito all'acquisto di un dominio di proprietà del ricercatore e professore di crittografia Matt Blaze. I venditori di domini hanno valutato il dominio tra i 5 e i 10 milioni di dollari.
Crypto.com è gestito da Foris DAX Asia, una società con sede a Singapore che è una sussidiaria di Foris DAX MT (Malta) Limited.
La società, che aveva 10 milioni di utenti nel febbraio 2021, ha dichiarato più di 50 milioni di utenti attivi nel maggio 2022 e 80 milioni di utenti nel giugno 2023.

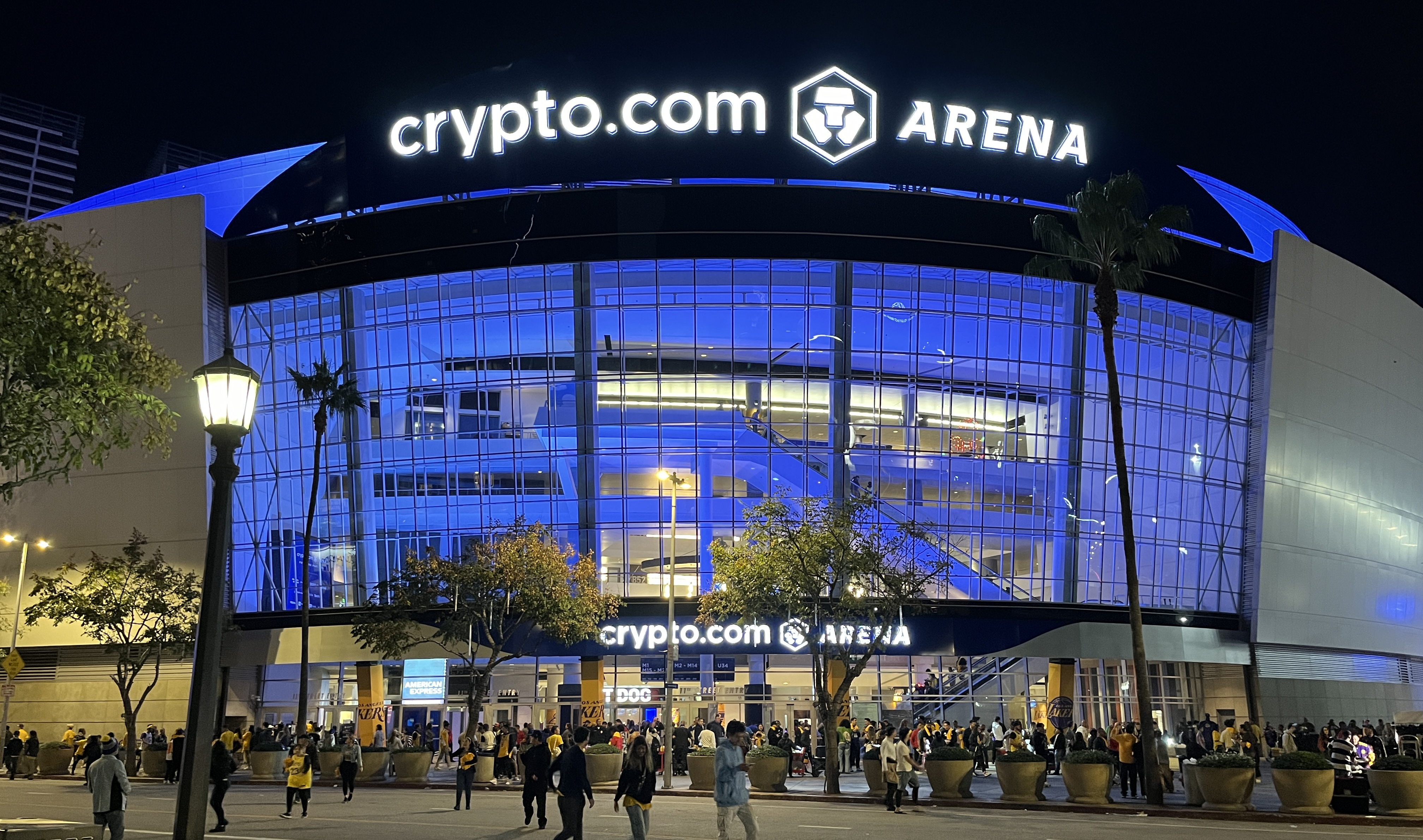
La Crypto.com Arena di Los Angeles.

Il 16 novembre 2021, è stato annunciato che i diritti di denominazione dello Staples Center erano stati acquisiti da Crypto.com, con il cambio di denominazione, in Crypto.com Arena, avvenuto ufficialmente il 25 dicembre dello stesso anno. L'accordo è stato stimato in 700 milioni di dollari in 20 anni, rispetto ai 116 milioni di dollari pagati da Staples con il precedente accordo ventennale, diventando così il contratto di naming rights di maggior valore in tutto il mondo dello sport. Il cambio di nome è stato accolto con opposizione e molti fan si riferiscono ancora a questa arena come Staples Center.
Nel gennaio 2022, Crypto.com è stata vittima di un hack per un totale di 15 milioni di dollari in Ether rubati. Dopo che alcuni utenti hanno segnalato attività sospette sui loro conti, la società ha sospeso i prelievi. I servizi di prelievo sono stati successivamente ripristinati insieme a una dichiarazione dell'azienda secondo cui nessun fondo dei clienti è andato perso.
Il 18 agosto 2022, è stato riferito che Crypto.com aveva silenziosamente licenziato centinaia di dipendenti, oltre al 5% iniziale di giugno, a causa della flessione del mercato delle criptovalute. Il 10 ottobre 2022, è stato riferito che Crypto.com aveva licenziato oltre 2.000 dipendenti (secondo quanto riferito dal 30% al 40% del personale) da maggio.
Nel novembre del 2022, il token della società, Cronos, ha perso circa 1 miliardo di dollari di valore. Il declino è stato causato in parte dalle preoccupazioni dopo il collasso di FTX, il cui team esecutivo risultò aver usato il suo token nativo, FTT, per sostenere il bilancio di una società sorella e aver presumibilmente intrapreso altri comportamenti fraudolenti. Il 14 novembre, Marszalek, il CEO della società, ha assicurato agli utenti che la borsa stava funzionando normalmente.
Il 9 giugno 2023, Crypto.com ha annunciato l'intenzione di chiudere il suo exchange istituzionale negli Stati Uniti entro il 21 giugno, citando la scarsa domanda da parte delle grandi istituzioni finanziarie. Il principale servizio di trading al dettaglio della società non è stato intaccato. Il cambiamento ha causato speculazioni sul fatto che la Crypto.com Arena di Los Angeles sarebbe stata rinominata, ma la società ha negato questo.
Nel dicembre 2020, Crypto.com ha acquisito The Card Group Pty Ltd, ottenendo una licenza australiana per i servizi finanziari. L'acquisizione è stata approvata dal Foreign Investment Review Board australiano, consentendo a Crypto.com di operare all'interno del quadro normativo australiano.
Nel dicembre 2021, Crypto.com ha stipulato un accordo di compravendita per l'acquisizione di Nadex, una borsa online con sede negli Stati Uniti e regolamentata dalla CFTC, e di Small Exchange, nota per l'offerta di prodotti futures più semplici. Nell'ottobre 2024, Crypto.com ha intentato una causa contro la Securities and Exchange Commission degli Stati Uniti dopo aver ricevuto una notifica Wells dalla stessa agenzia.
L'11 giugno 2024, Crypto.com si è assicurata un posto nel registro irlandese dei fornitori di servizi di attività virtuali, consentendole di operare legalmente nel Paese.
Nell'agosto 2024, Crypto.com e Standard Chartered hanno lanciato una partnership per i servizi globali, consentendo agli utenti di convertire le criptovalute in valute a corso legale senza soluzione di continuità. Allo stesso tempo, la piattaforma ha aggiunto PayPal come opzione di pagamento per gli acquisti di criptovalute negli Stati Uniti, consentendo i trasferimenti tra Paypal e i portafogli Crypto.com.

## Offerta e servizi
Tra i servizi che offre Crypto.com vi sono un'app, un exchange, un portafoglio DeFi, un mercato NFT e un servizio di pagamento diretto in criptovalute.
Nel maggio 2022, l'azienda ha avviato una partnership con Shopify per consentire alle aziende che utilizzano la piattaforma di e-commerce di accettare pagamenti in criptovaluta.
Crypto.com possiede anche un token proprietario, Cronos (CRO).

## Attività promozionali
Nel marzo 2021, la società è diventata sponsor dell'Aston Martin Formula One Team. Nel maggio dello stesso anno, Crypto.com è diventato lo sponsor ufficiale della finale di Coppa Italia di calcio.
Nel giugno 2021, la Formula 1 ha annunciato un accordo di sponsorizzazione da 100 milioni di dollari con Crypto.com, segnando la prima sponsorizzazione legata alle criptovalute in questo sport. Questa partnership includeva il branding agli eventi di F1 e l'introduzione di un nuovo premio.
Nel luglio 2021, Crypto.com è diventato il partner ufficiale della UFC, con un marchio in evidenza sui kit da combattimento della federazione indossati dagli atleti durante gli incontri.
Nel settembre 2021, la società è diventata la piattaforma ufficiale di criptovalute del club calcistico Paris Saint-Germain. La partnership prevedeva il rilascio di non-fungible tokens esclusivi sulla piattaforma NFT di Crypto.com.
Nel settembre 2021, i Philadelphia 76ers hanno presentato Crypto.com come sponsor ufficiale di maglia.
Nell'ottobre 2021, Crypto.com ha ingaggiato l'attore Matt Damon come ambasciatore del marchio dell'azienda.
Nel novembre 2021, la società ha acquisito i diritti di denominazione dello Staples Center di Los Angeles, ribattezzandolo Crypto.com Arena in un accordo ventennale valutato 700 milioni di dollari.
Parallelamente, Crypto.com ha annunciato un accordo di sponsorizzazione con la CONMEBOL, diventando partner ufficiale della principale competizione calcistica del Sud America, la Coppa Libertadores.
All'inizio del 2022, l'azienda ha annunciato una partnership con la LeBron James Family Foundation per fornire risorse educative incentrate su argomenti legati alla blockchain agli studenti della I Promise School di Akron, Ohio. Nel febbraio dello stesso anno, l'azienda ha acquisito i diritti di denominazione per il Gran Premio di Formula 1 di Miami, diventando il partner ufficiale della competizione. Nel mese successivo, Crypto.com è diventato sponsor ufficiale della Coppa del Mondo FIFA 2022.
Nel novembre 2022, l'Australian Football League (AFL) ha stretto una partnership con Crypto.com.
Nell'aprile 2024, il rapper Eminem ha promosso l'exchange Crypto.com via X. Ha anche fornito la voce fuori campo per lo spot, che ha debuttato in televisione durante una partita dei playoff NBA alla Crypto.com Arena.
Nel luglio 2024, il Bitcoin è stato visualizzato sulla Las Vegas Sphere, un grande schermo visibile a distanza, come parte di una pubblicità di Crypto.com.

## Normative

### Nord America
In Nord America, Crypto.com ha ottenuto la registrazione come MSB (Money Services Business) straniero presso la FINTRAC in Canada e la FinCEN negli Stati Uniti per la conformità alle norme antiriciclaggio. Inoltre, il servizio detiene licenze di trasferimento di denaro in vari Stati degli USA, che gli consentono di operare come fornitore di servizi di pagamento e di beni virtuali.
Nel 2021, Crypto.com ha concluso un accordo da 216 milioni di dollari con IG Group, acquisendo partecipazioni in una borsa dei futures statunitense e in un gruppo di trading binario. Questa mossa mira a consentire a Crypto.com di offrire derivati e futures ai clienti statunitensi, un'area spesso difficile per le borse di criptovalute a causa delle rigide normative che circondano questi prodotti di investimento. L'acquisizione comprende il North American Derivatives Exchange (Nadex) e una partecipazione del 39% in Small Exchange, che si concentra sui trader al dettaglio. Questo sviluppo fa parte della più ampia strategia di Crypto.com per conformarsi alle normative statunitensi, espandendo al contempo la propria offerta di servizi.

### Australia
Nel dicembre 2020, l'azienda ha acquisito una Licenza australiana per i servizi finanziari acquistando The Card Group Pty Ltd. Questa acquisizione è stata approvata dal Foreign Investment Review Board australiano.
La Licenza australiana per i servizi finanziari consente a Crypto.com di espandere i propri servizi nel mercato australiano, aderendo alle normative finanziarie del Paese. Questa mossa facilita anche l'introduzione di nuove offerte, come il lancio della carta di debito in Australia.
Crypto.com possiede licenze regolamentari, tra cui una Australian Financial Services Licence (AFSL) e una Australian Credit License (ACL) rilasciate dall'Australian Securities and Investments Commission (ASIC). L'azienda è inoltre registrata presso l'AUSTRAC per la conformità all'AML/CTF e fornisce servizi designati come l'emissione di carte a valore memorizzato, prodotti finanziari e l'operatività come fornitore di servizi di scambio di valuta digitale.

### Asia
L'Autorità Monetaria di Singapore ha annunciato di aver dato l'approvazione di principio alla società per una Major Payment Institution License, consentendole di fornire servizi di token di pagamento digitale nel Paese. Nell'agosto 2022, Crypto.com ha acquisito due startup sudcoreane: il fornitore di servizi di pagamento PnLink Co., Ltd e il fornitore di servizi di asset virtuali OK-BIT Co., Ltd.. Con queste acquisizioni, la società si è assicurata le licenze di registrazione per la fornitura di servizi finanziari ai sensi della legge sulle transazioni finanziarie elettroniche della Corea del Sud e come fornitore di servizi di asset virtuali.
Nel giugno 2024, Crypto.com è stata riconosciuta dall'autorità di regolamentazione dei titoli di Hong Kong come “ritenuta autorizzata”, il che indica che l'exchange è prossimo a ottenere la piena approvazione normativa.

### Europa
Nell'agosto 2022, la società ha ricevuto l'approvazione dalla Financial Conduct Authority del Regno Unito per essere registrata come fornitore di servizi di criptovalute. Nel luglio 2022, ha ricevuto l'approvazione regolamentare per operare a Cipro dalla Cyprus Securities and Exchange Commission. Nel settembre 2022, Crypto.com ha ricevuto l'approvazione delle autorità francesi e un mese dopo ha annunciato l'intenzione di stabilire una sede europea a Parigi e di investire 150 milioni di euro nella divisione francese.
La società opera con licenza EMI (Electronic Money Institution) e ha diritti di passaporto in vari Paesi dello Spazio Economico Europeo (SEE), tra cui Francia, Slovenia, Spagna, Svezia, ecc. Inoltre, Crypto.com possiede registrazioni VASP (Virtual Asset Service Provider) in diversi Paesi europei, aderendo alla normativa 5AMLD (Quinta Direttiva Antiriciclaggio).